# سیکا، کیوتو
سیکا، کیوتو (به لاتین: Seika, Kyoto) یک منطقهٔ مسکونی در ژاپن است که در استان کیوتو واقع شده‌است. سیکا ۳۷٬۴۹۲ نفر جمعیت دارد.

## خواهرخوانده
شهر نورمن، اکلاهما خواهرخواندهٔ سیکا، کیوتو هست.